# Воинский мемориал сотрудникам London and North Western Railway
Воинский мемориал сотрудникам London and North Western Railway — мемориал Первой мировой войны расположенный за пределами вокзала Юстон в Лондоне, Англия. Мемориал был спроектирован Реджинальдом Винном Оуэном, архитектором London and North Western Railway (LNWR), и посвящен памяти сотрудников LNWR, погибших в Первой мировой войне. Около 37 000 сотрудников LNWR ушли воевать на войну — около трети рабочей силы компании, из которых более 3000 погибли. Помимо персонала, большая часть инфраструктуры компании была передана на нужды войны. Из 12 500 фунтов стерлингов стоимости мемориала 4 000 фунтов стерлингов были внесены сотрудниками, а оставшуюся часть оплатила компания.
Мемориал состоит из одного обелиска высотой 13 метров на постаменте. Вверху с каждой стороны рельефный крест и бронзовый венок. По четырём углам базы четыре статуи военных деятелей в натуральную величину — артиллериста, пехотинца, моряка и летчика. Мемориал был необычным среди мемориалов времен Первой мировой войны тем, что придавал значение авиации (в годы открытия ВВС считались молодой военной отраслью), изображая лётчика.
Мемориал был открыт 21 октября 1921 года. На церемонии присутствовало более 8000 человек, в основном сотрудники LNWR и их семьи, в том числе трое, получившие Крест Виктории на войне. Напряженность осталась после забастовки двумя годами ранее, и речи были сосредоточены на патриотизме и долге, призывая рабочих следовать примеру своих погибших товарищей. Мемориал и две входные ложи — все, что осталось от бывшего вокзального комплекса Юстон, станция была перестроена в 1960-х годах. Между мемориалом и вокзалом в 1970-х годах возвели административное здание, закрывающее вид на него со стороны вокзала. Мемориал является памятником архитектуры II* степени.

## Предыстория
London and North Western Railway была одной из крупнейших железнодорожных компаний и одной из крупнейших организаций частного сектора в Великобритании в начале 20 века. Во время Первой мировой войны она передала большую часть Crewe Works, своего основного инженерного объекта, для военных нужд. Квалифицированные сотрудники начали там производство артиллерийских снарядов и других боеприпасов, а также удовлетворяли спрос на новые локомотивы, вагоны и вагоны для перевозки войск и оборудования. Многие железнодорожники занимали зарезервированные должности (аналог брони от призыва) и не подлежали призыву на военную службу. До введения призыва более 4000 сотрудников LNWR пошли добровольцами в вооружённые силы, 1100 из них из Crewe Works. К концу войны ушли воевать 34 % служащих железной дороги — 37 742 человека, из них 3719 человек погибли. Трое сотрудников были награждены Крестом Виктории — младший капрал Джон Александр Кристи, рядовой Эрнест Сайкс и рядовой Уилфред Вуд; LNWR назвала локомотив в честь каждого из них.
После войны по всей Британии были построены тысячи военных мемориалов, в том числе многими частными компаниями в память о своих сотрудниках, погибших на войне. Мемориал LNWR стоил около 12 500 фунтов стерлингов, из которых около 4000 фунтов стерлингов были пожертвованы сотрудниками LNWR, а оставшуюся часть заплатила компания. Он был спроектирован архитектором компании Реджинальдом Винном Оуэном и построен компанией RL Boulton & Sons. Винн Оуэн также спроектировал военный мемориал для North London Railway, которая контролировалась, а позже была поглощена LNWR.

## Дизайн
Мемориал состоит из одного обелиска высотой 13 метров из портлендского камня, который стоит на высоком постаменте и круглом основании из серого гранита. По бокам обелиска, ближе к вершине, бронзовый венок и рельефный каменный крест. Единственная надпись на обелиске — В ПАМЯТЬ О НАШИХ СЛАВНЫХ ПОГИБШИХ на южной стороне (спереди, если идти к станции Юстон), хотя гранитная табличка перед мемориалом содержит дополнительную надпись:

В память о 3719 сотрудниках London and North Western Railway, которые за свою страну, справедливость и свободу служили и погибли в Великой войне 1914–1919 гг. Этот памятник был воздвигнут их товарищами и компанией как вечный памятник их преданности.
Позже были добавлены другие таблички в память о жертвах Второй мировой войны, когда LNWR была объединена с London, Midland and Scottish Railway. На табличках надпись «Помните мужчин и женщин London, Midland and Scottish Railway 1939—1945».
Контрфорсы, выступающие из пьедестала с четырёх сторон, выполняют роль ступеней; на вершине каждого находится бронзовая статуя в натуральную величину. Четыре фигуры представляют пехоту, артиллерию, Королевский флот и Королевский летный корпус (который был объединен в Королевские военно-воздушные силы в 1918 году), каждая статуя стоит со склоненной в трауре головой, опираясь на перевернутую винтовку (обратные руки). Мемориал необычен среди мемориалов Первой мировой войны тем, что изображает молодые военно-воздушные силы. Фигуры были смоделированы Амброузом Нилом, главным художником Boulton & Sons.
Хотя обелиски по своей сути не связаны с христианством, Винн Оуэн позже сказал, что он задумал кресты как символ христианских идеалов, за которые боролись и умерли те, кого увековечили. Внутренний журнал компании LNWR Gazette также рассматривал это как символ единства живых и мертвых христианских верующих. В ставье похвалили «простое величие строения, [которое] соответствует простоте и величию тех, для кого оно воздвигнуто». Винн Оуэн описал обелиск как «полностью лишенный орнамента, так что взгляд не отвлекается на венчающий элемент рисунка [кресты]». Он был непреклонен в том, что мемориал был посвящен памяти погибших и никоим образом не был памятником победы.
- Четыре бронзовые статуи Амброуза Нила
- Артиллерист
- Лётчик
- Пехотинец
- Моряк

## История
Мемориал LNWR был открыт на церемонии 21 октября 1921 года. Председательствовал фельдмаршал Дуглас Хейг, 1-й граф Хейг, командующий британскими войсками на Западном фронте во время войны. Хейг выступил с речью, в которой высоко оценил вклад LNWR в военные действия и его «великолепное поведение и верную поддержку на протяжении всей великой борьбы». Освящение совершил архиепископ Кентерберийский Рэндалл Дэвидсон. Среди других спикеров были Эрнест Сайкс (награждённый крестом виктории) и председатель компании LNWR Чарльз Лоуренс. Кристи и Вуд, два других получателя Креста Виктории LNWR, также присутствовали. Церемония открытия была, возможно, крупнейшей для военного мемориала железнодорожной компании. Присутствовало более 8000 человек, и компания организовала специальные поезда, чтобы доставить сотрудников и их родственников в Лондон из городов всей своей сети, включая Кру, Вулвертон (где находится ещё один крупный завод), Манчестер и Лидс. Сайкс возложил первый венок к основанию обелиска, а другие сотрудники, получившие боевые награды, образовали каре между мемориалом и остальной толпой.
Историк искусства Габриэль Куреас утверждал, что цель торжественной церемонии открытия заключалась в том, чтобы стереть «революционное чувство» среди рабочей силы и создать новое чувство единства, основанное на официальной памяти о войне. В 1919 году Национальный союз железнодорожников (НУР) организовал национальную забастовку железнодорожников, которая длилась более недели, прежде чем правительство в значительной степени уступило требованиям НУР. Правительство предлагало отменить повышение заработной платы и условий труда железнодорожников во время войны. Забастовщики были осуждены в печати как революционеры и анархисты, на что профсоюз сильно обиделся, указав, что многие его члены только недавно вернулись с войны. Хотя на церемонии открытия забастовка прямо не упоминалась, напряжённость всё ещё оставалась высокой. И Хейг, и Лоуренс в своих выступлениях подчеркивали героизм и самоотверженность погибших и важность подражания их примеру в жизни. Хейг упомянул «бремя, которое эти люди так храбро несли», и Лоуренс сказал толпе:

Мы, оставшиеся в живых, должны вновь посвятить себя служению нашей стране, и что, особенно в нашем характере работодателей и служащих, мы должны стремиться действовать в духе взаимного сочувствия, взаимного терпения, абсолютной целеустремленности, и даже великодушия, если мы хотим помочь залечить раны нашей общей страны и таким образом доказать, что достойны жертвы, которую эти люди принесли для нас.
Перед открытием Винн Оуэн написал Лоуренсу, изложив свои мысли о значении и символике мемориала и надеясь, что Лоуренс или Хейг объяснит их на церемонии. Лоуренс ответил, что такое объяснение было «ни необходимым, ни желательным». Чтобы наладить производственные отношения, Лоуренс предпочел сосредоточиться на военном послужном списке компании и действиях награжденных железнодорожников. Куреас предположил, что Сайкс, носивщий свой крест Виктории, олицетворял собой «идеального человека из рабочего класса: бескорыстного, патриотичного и послушного».
Помимо обелиска в Юстоне, LNWR построил несколько небольших мемориалов на других крупных станциях и заводах в своей сети, в том числе два на железнодорожной станции Бирмингем-Нью-стрит, один из которых сохранился дот наших дней. Компания также выпустила бумажный Список почета, копия которого была вручена ближайшему живому родственнику каждого из погибших. В томе перечислены все 3719 погибших, включая их профессию на железной дороге, воинское звание и любые полученные награды. Он включал специальный раздел со списком получателей Креста Виктории и содержал рисунок мемориала на всю страницу.
Мемориал изначально находился в центре Юстон-сквер на подъездной дороге к станции и на оси с Юстонской аркой, величественным церемониальным входом, построенным примерно в то же время, что и первоначальная станция. В 1960-х годах площадь была реконструирована компанией British Rail, что резко изменило вид мемориала. Классическое здание вокзала и гостиница были снесены, а вокзал перестроен в стиле модерн. Как ни странно, арка также была снесена, несмотря на кампанию по её спасению. В 1970-х годах перед вокзалом было построено новое административное здание, закрывающее вид на мемориал со стороны входа в вокзал.
Мемориал является памятником архитектуры II* степени. Впервые внесен в список в 1999 году. Статус памятника архитектуры обеспечивает установленную законом защиту от сноса или изменения; класс II * защищает «особо важные здания, представляющие более чем особый интерес» и применяется примерно к 5,5 процентам всего списка памятников. В документах мемориал описывается как «красноречивый свидетель трагического воздействия мировых событий на сотрудников LNWR, одной из главных железнодорожных компаний Великобритании, и жертв, принесенных ими». Он называет его «впечатляющей композицией […] значительного качества», а также отмечает его групповую ценность с двумя станционными домиками в Юстон-сквер-гарденс, которые обрамляют вид на мемориал с Юстон-роуд. Построенные в 1870 году домики вместе с военным мемориалом остались единственными, уцелевшими после реконструкции 1960-х годов, и являются памятниками архитектуры II степени. С 2021 года за обслуживание мемориала отвечает Network Rail.